# Phare de Pointe-des-Monts
Le phare de Pointe-des-Monts est une station d'aide à la navigation située sur la rive Nord fleuve Saint-Laurent au Québec (Canada), à proximité du hameau de Pointe-des-Monts. Construit en 1830, il s'agit du second plus ancien phare du fleuve après celui de l'île Verte.

## Histoire
En 1826, la Maison de la Trinité planifie la construction d'un phare et John Lambly est envoyé en vue du choix du site, mais il se trompe d'emplacement et situe à environ deux kilomètres à l'est la vraie Pointe des Monts.
Malgré les protestations de William Lampson, un commerçant de fourrures qui avait des droits de chasse sur ce territoire, les travaux de construction débutent en juillet 1829, sous la surveillance de James Chillaz. Les protestations expliqueraient pourquoi le phare fut construit sur un îlot plutôt que directement sur la Pointe des Monts. Le phare entra en fonction en septembre 1830. 
Après la seconde Guerre mondiale, seule la famille du gardien du phrare, Georges Fafard, habitait Pointe-des-Monts. En 1964, le ministère fédéral des Transports avait prévu détruire le phare, mais grâce aux derniers gardiens, Jacques et Marie-Berthe Landry, il est acquis l'année suivante par le gouvernement du Québec et finalement classé monument historique. La même année, des rénovations rendirent le phare entièrement automatisé et depuis, plus personne n'habite le village en hiver.

## Gardiens
Les gardiens du phare de Pointe-des-Monts :

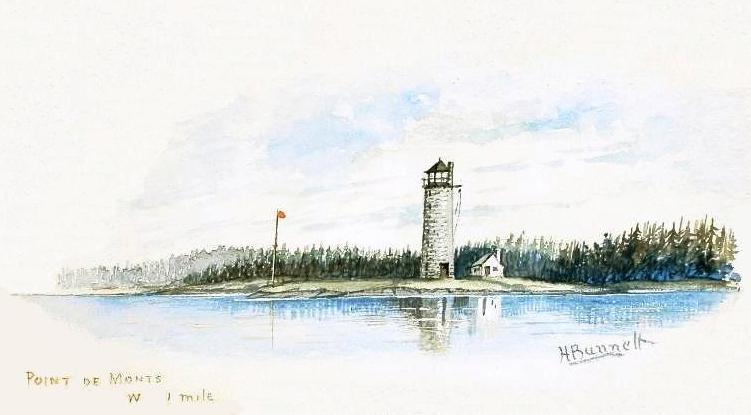
Point de Monts, Henry Richard S. Bunnett, 1885-1889.

- 1830-1844 : James Wallace
- 1844-1867 : Zoël Bédard
- 1867-1872 : Paul Pouliot
- 1872-1889 : Louis-F. Fafard
- 1889-1926 : Victor Fafard
- 1926-1954 : Georges Fafard
- 1954-1959 : Sauveur Duguay
- 1959-1978 : Jacques Landry
- 1978-1983 : Roland Boudreault

## Description

### Phare
Mesure 70 pieds de hauteur pour un diamètre de 28 pieds à la base et de 20 pieds au sommet. Il abrite maintenant un musée.

### Maison du gardien
Construite en 1912, la maison servait de logement au gardien du phare.

### Pont
Construit en 1884, le pont permet un accès direct à l'îlot rocheux où est construit le phare, uniquement accessible jusqu'alors en embarcation.

### Poudrière
Cabanon construit en 1864, en briques et recouvert de zinc, il était utilisé pour l'entreposage jusqu'à 1000 livres de poudre à canon. Il est situé loin du phare par précaution en cas d'explosion.

### Entrepôt
Bâtiment récent utilisé comme entrepôt par l'auberge de la maison du gardien.

### Canons
Les canons servaient à avertir les bateaux en cas de brouillard, d'où le besoin d'une poudrière. Un premier canon est installé en 1867 et un deuxième en 1882 pour augmenter la cadence du tir devant prévenir les bateaux. Les canons sont remplacés en 1895 par des bâtons de dynamite puis en 1918 par une corne de brume.

### Ancre
L'ancre repêchée en 1983 appartenait au Cimba, une barque norvégienne qui fit naufrage le 16 juillet 1915.

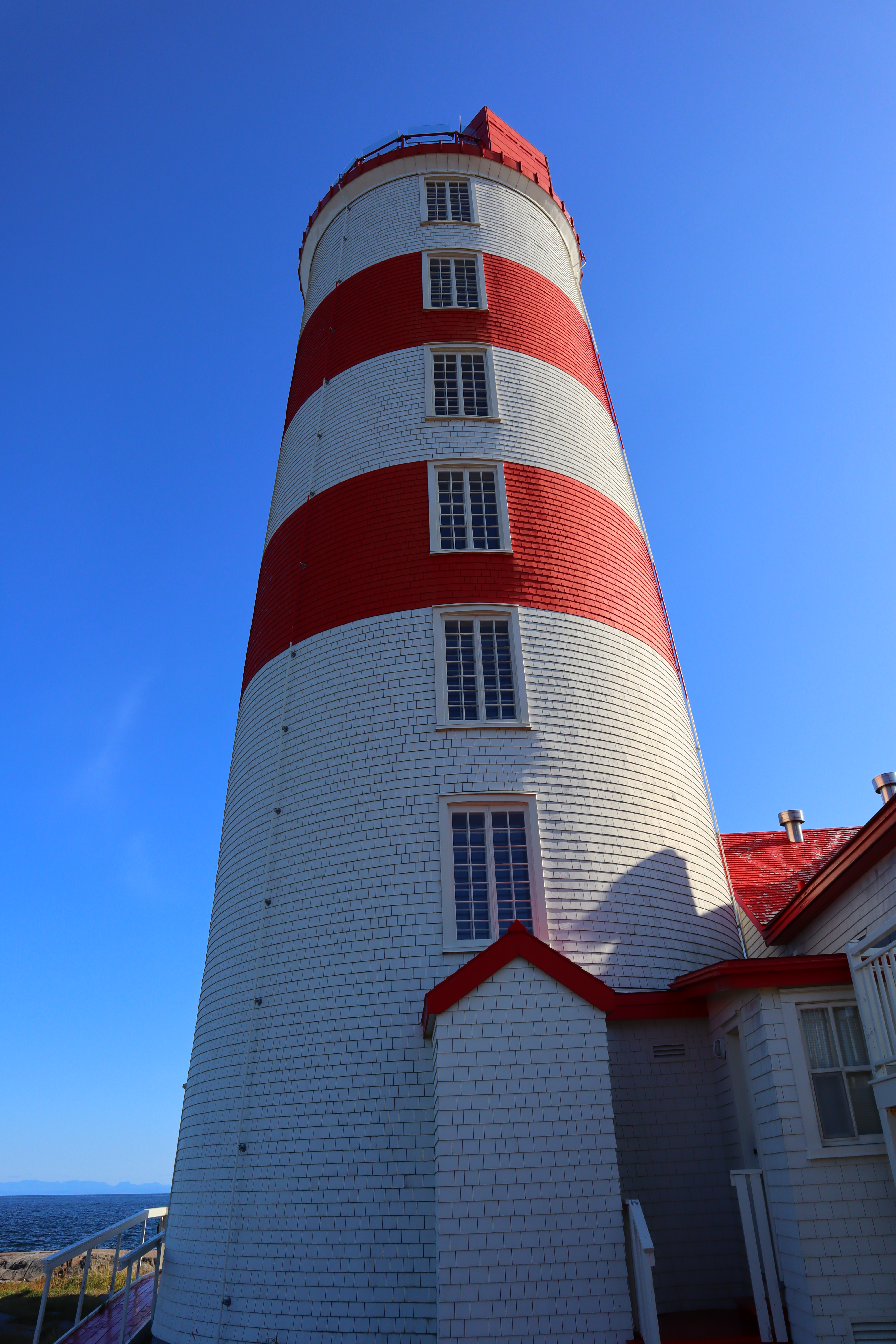
Le phare.
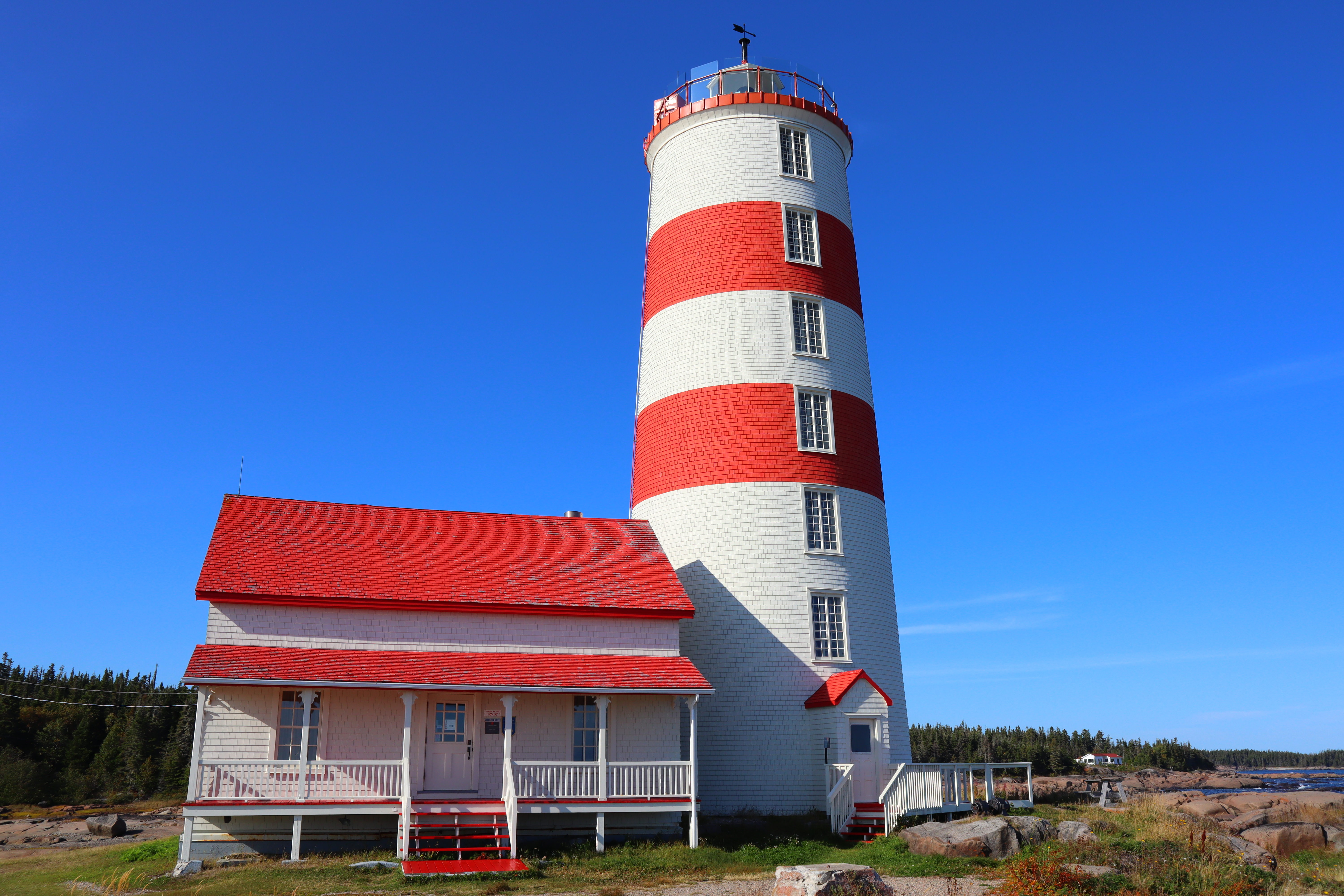
La maison du gardien.
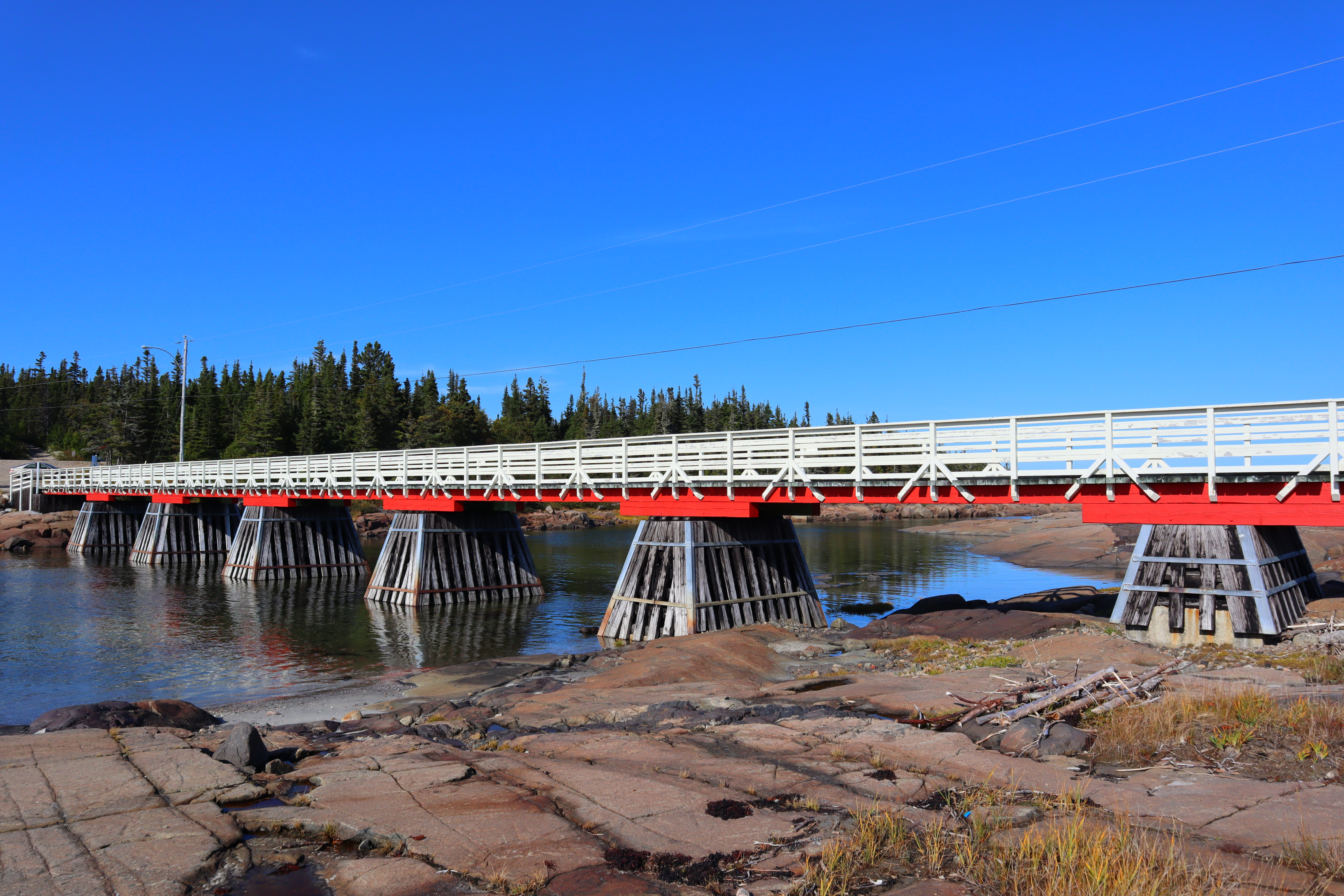
Le pont.
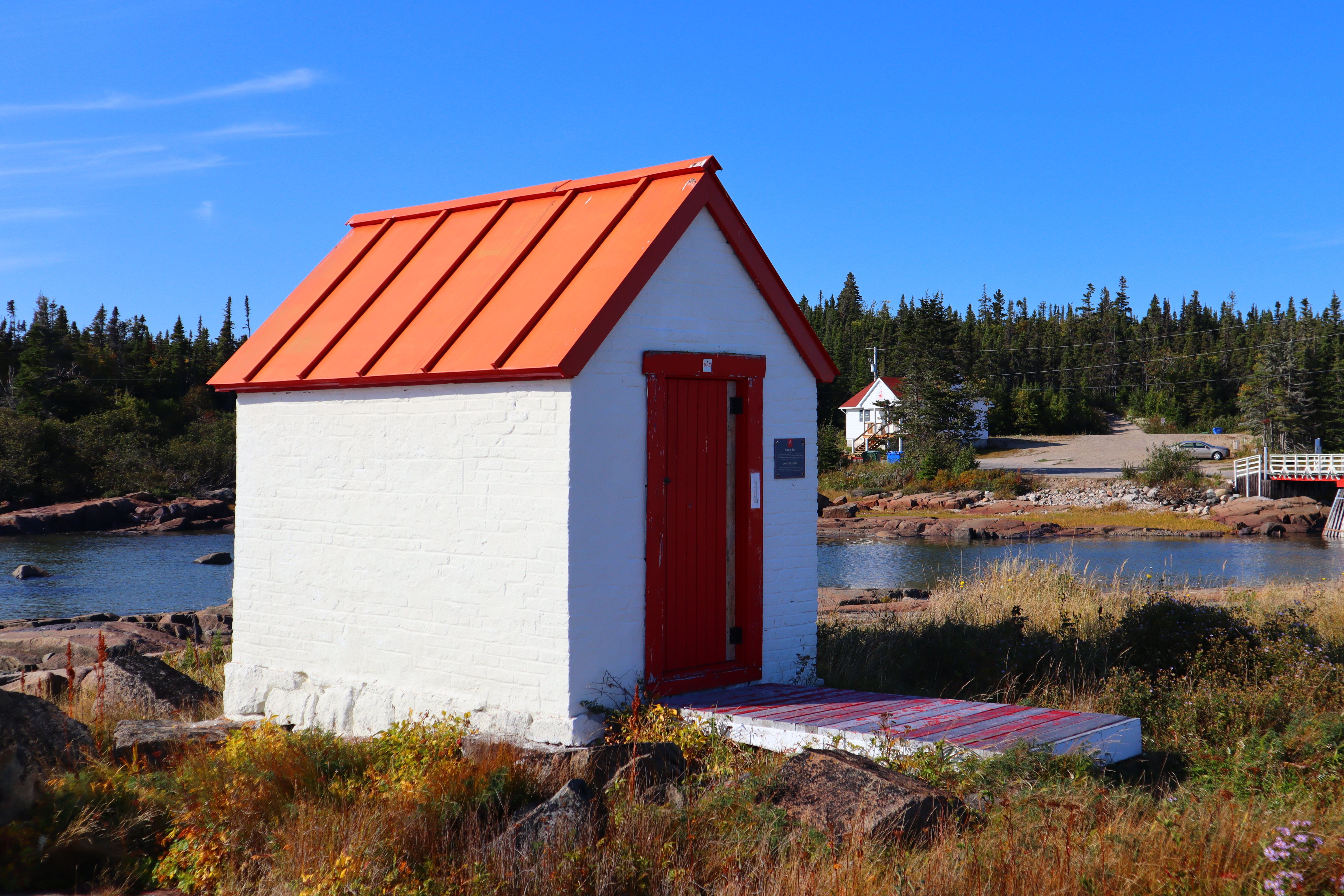
La poudrière.
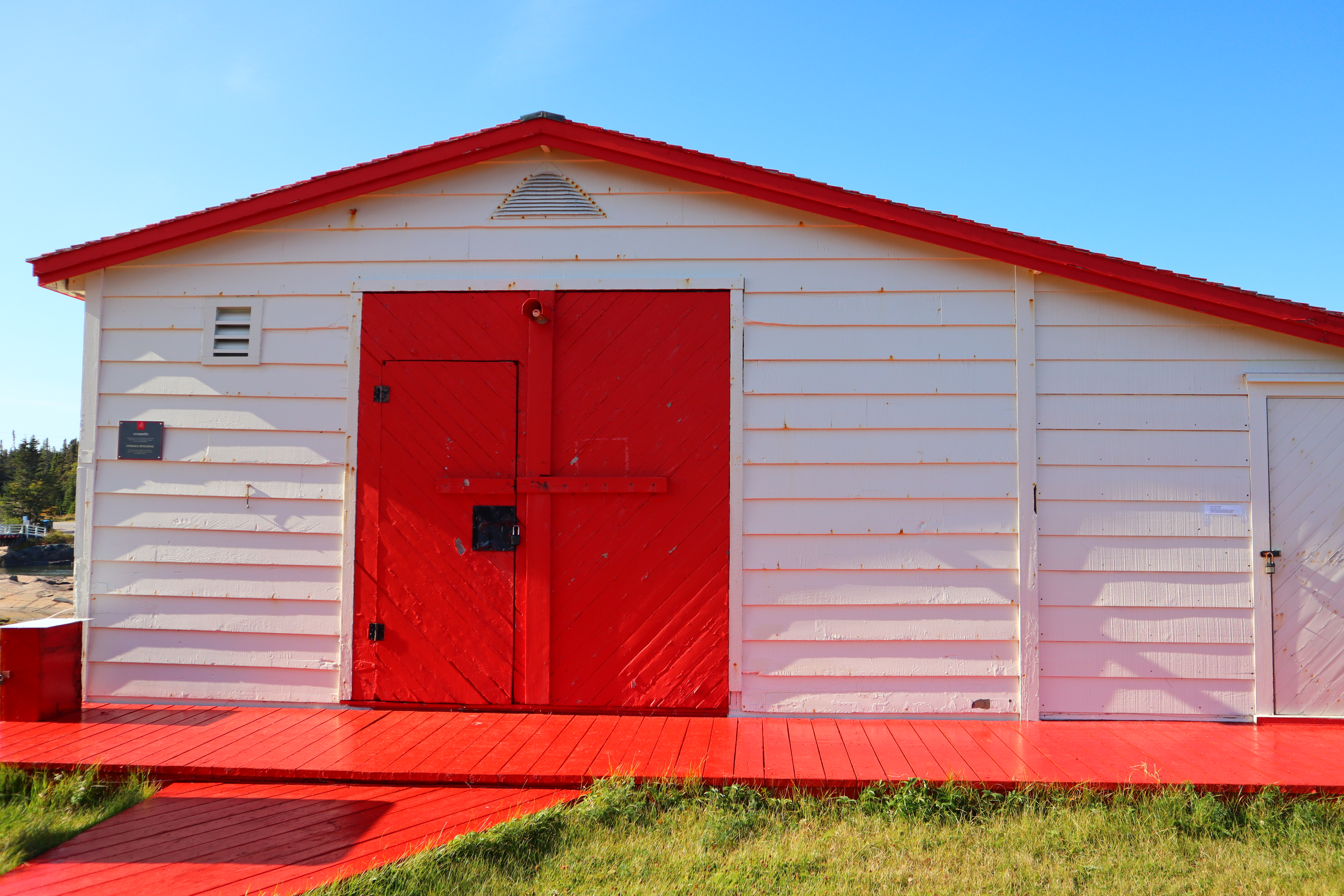
L'entrepôt.
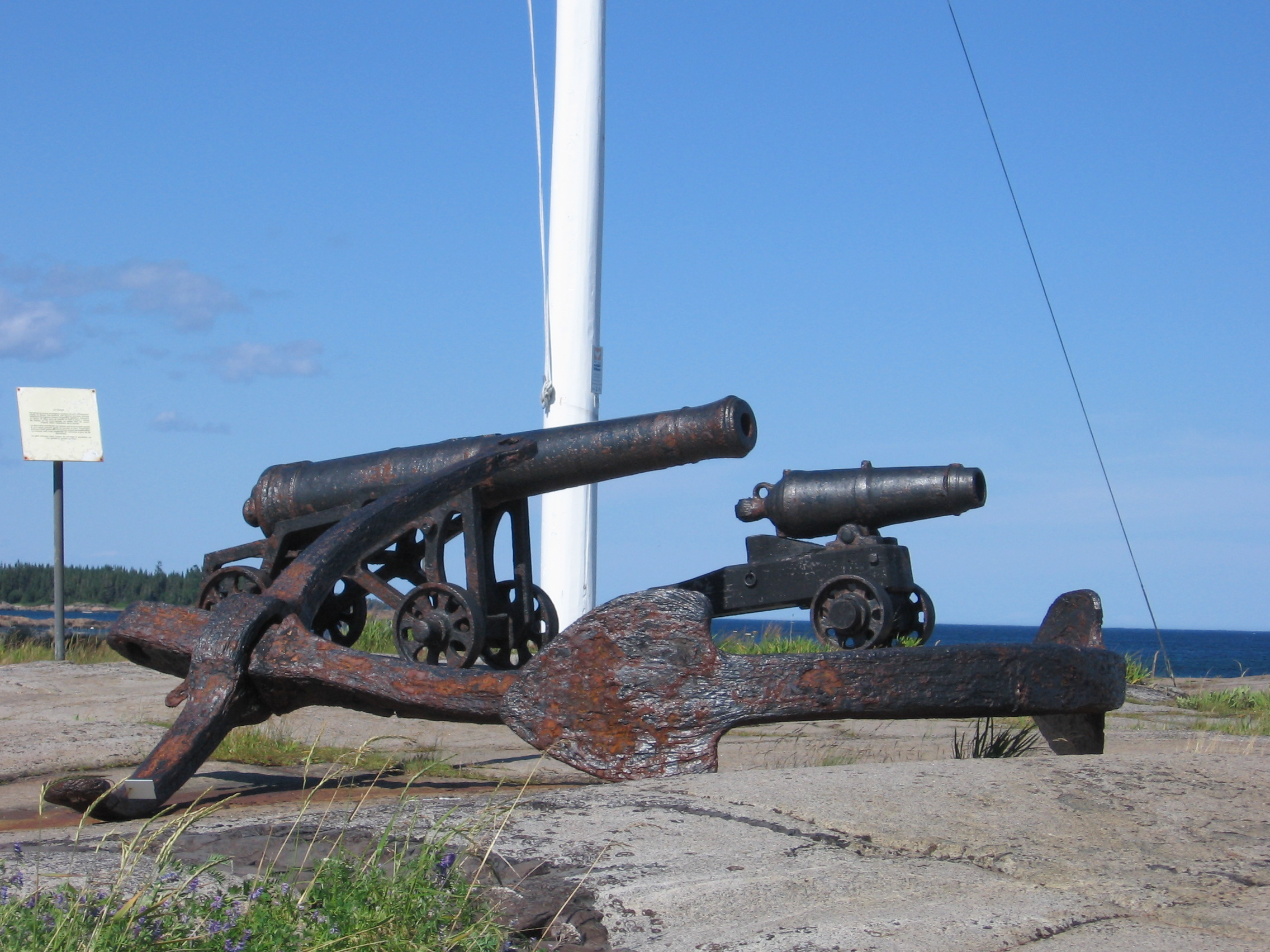
L'ancre du Cimba et les canons d'avertissement.